# Efisio Pintor Sirigu
Efisio Luigi Pintor Sirigu també anomenat Pintoreddu (Càller, 10 d'octubre 1765 - 7 de febrer 1814) fou un advocat, polític i poeta sard. Cap de les seves poesies va ser publicada durant la seva vida.
Amb el seu cunyat Vincenzo Cabras va prendre part a la revolta de Càller de 1793 a 1796. Fou un dels membres del parlament de Càller reunit el 1793 que proposà la defensa de Sardenya contra els francesos. A l'inici va seguir Giovanni Maria Angioy, però tanmateix, se'n va distanciar i va oposar-se a la concentració de poder en mans d'Angioy i va reconciliar-se amb els Savoia. Va escriure poemes en llatí, italià i sard, amb humorisme i sarcasme.
Vers el 1795, davant les temptatives durant la revolució francesa d'ocupar i d'anexionar Sardenya, Pintor, que l'historiador Baccarreda va descriure com gal·lòfob, escrigué:
| « | Si França cada vegada que s'emociona no utilitzés els canons i no alcés els cadafals, de veritat podria ser l'elogiadora de la política… no puc suportar aquest poble turbulent sense brides, qua a tota hora posa el món en desorde per res més que unes paraules ximples. Com bons patriotes, es fan esbudellar per La Marsellesa i canten a la glòria de la pàtria, mentrestant de cor joiós destrueixen la pàtria d'altri. Que no farien aqueixos per a la llibertat? Bé, són tant aficionats de la llibertat que s'imposen a tots, constrenyen tota voluntat, tota opinió, tota consciència. Us parlen dels drets de l'home, i amb la guillotina violen el dret major. | » |

## Obres
- "Preghieri di Zittelone" Arxivat 2012-06-17 a Wayback Machine. poema sard amb traducció italiana[7]